# Cantonul Saint-Cyr-l'École
Cantonul Saint-Cyr-l'École este un canton din arondismentul Versailles, departamentul Yvelines, regiunea Île-de-France , Franța.

## Comune
- Bois-d'Arcy
- Fontenay-le-Fleury
- Saint-Cyr-l'École (reședință)